# Eleutherus
Svatý Eleutherus byl 13. papežem katolické církve. Jeho pontifikát se datuje do let 174/175 – 185/193. Eleutherus byl původem Řek. Podle kroniky papežů Liber Pontificalis, která ovšem pochází až ze 6. století, se narodil v Níkopoli v kraji Epirus a jeho otec se údajně jmenoval Abundius.

## Život
Podle historika Hegesippa, který v jeho době žil v Římě, ještě než se stal papežem, byl Eleutherus požádán britským (keltským) králem Luciem, aby jej osobně pokřtil. Podle jiné kroniky vyslal už jako papež do Británie mnichy Fugazia a Damiana, aby Lucia pokřtili. Podle všeho to však není pravda a jako nejpravděpodobnější se zdá, že pokřtěn měl být asyrský král Abgar IX. z Edessy (dnešní Urfa), který měl také přízvisko Lucius.
Za pontifikátu papeže Eletheura byl řešen postoj církve k montanismu. Montanismus bylo hnutí, která vzniklo ve Frýgii v Malé Asii (odtud označení katafrygové) za Eleutherova předchůdce Sotera a jeho šiřitelem byl konvertita (čerstvě obrácený pohan) Montanus. On a jeho následovníci tvrdili, že k nim přímo promlouvá Duch Svatý (sami se označovali za ty, kdo šíří Nové proroctví). Prosluli náboženskými extázemi, při nichž pronášeli proroctví, přísnými posty, touhou zakončit život mučednickou smrtí. V jejich společenství hrály velkou roli ženy prorokyně.
Tertullián, tehdejší církevní historik, který se sám později k montanismu přidal, naznačuje, že papež zpočátku montanistické myšlenky přijal, ale později je se vší autoritou církve odmítl. Tím byl uskutečněn důležitý krok ve vývoji církve k centralismu. Bylo dáno jasně najevo, že v budoucnosti bude mít (západní) církev jasně definovanou hierarchickou strukturu, v čele s papežem jako arbitrem v etických a naukových otázkách.
Eleutherus patrně také s definitivní platností zavrhl v křesťanských domácnostech židovské zvyky čistých a nečistých pokrmů.
Eleutherus byl papežem více než 15 let. Během té doby došlo k pronásledování křesťanů v galských městech Lyonu a Vienne (nejspíše roku 177). Pronásledování křesťanů za vlády císaře Marka Aurelia Commoda až na ojedinělé případy (svatý Apollonius) nenabývalo žádných masových forem. V Martyrologii Ada ve Vienne z roku 858 se o Eleutherovi mluví jako o mučedníkovi, ale pravděpodobnější je, že zemřel přirozenou smrtí.
Papež je uctíván jako světec a jeho svátek je 26. května.